# Frederick Warne & Co
Pour les articles homonymes, voir Warne.
Frederick Warne & Co est une maison d'édition anglaise fondée en juillet 1865 à Londres par le libraire Frederick Warne, qui lui a donné son nom.
Elle est surtout connue pour avoir publié des livres pour enfants, en particulier les contes de Pierre Lapin de Beatrix Potter, mais aussi les Flower Fairies de Cicely Mary Barker et plus récemment la série de Spot le Chien d'Eric Hill.
Depuis la fin du XXe siècle, Warne est une marque appartenant à Penguin Random House, elle-même filiale du conglomérat médiatique allemand Bertelsmann.